# Nuriye Cetere
Nuriye Cetere (născută Celilova; n. 11 ianuarie 1912, Bahcisarai, gubernia Taurida, Imperiul Rus – d. 15 aprilie 1991, Toshkent, Republica Sovietică Socialistă Uzbecă, URSS) a fost o actriță și dansatoare tătară crimeeană.

## Biografie
Nuriye Celilova s-a născut la Bahcisarai la 11 ianuarie 1912.
A absolvit Școala (tehnicumul) teatral-muzicală tătară din Simferopol, după care a lucrat ca actriță la Teatrul de Dramaturgie Tătar Crimeean⁠(d) din 1925 până în 1937. A devenit rapid unul dintre cei mai recunoscuți actori ai teatrului. Ea a jucat în piesele Câinele grădinarului⁠(d) de Lope de Vega (Diana), Ultimii⁠(d) de Maxim Gorki (Nastea), Hamlet de William Shakespeare (Ofelia), Namus de Aleksandr Șirvanzade (Sevilia), Fântâna din Bahcisarai de Raiisa Beniaș (Zarema) ș.a. Personajul Zarema din Fântâna din Bahcisarai (o dramă bazată pe poemul omonim⁠(d) al lui Pușkin) a fost creat special pentru Nuriye.
Muzica și dansul tătar crimeean era în URSS reprezentat de obicei de trei persoane: Sabriye Erecepova (voce), Appaz Mecitov (vioară) și Nuriye Celilova, care interpreta dansuri naționale, precum „Tim-tim” și „Haitarma”. Trio-ul a evoluat la concursuri din Moscova și Rostov, obținând rezultate bune, și avea planificat un turneu internațional, care nu a mai avut loc din cauza izbucnirii celui de-al Doilea Război Mondial.
În 1932, Nuriye Celilova s-a căsătorit cu actorul și dramaturgul tătar crimeean Server Cetere⁠(d). Împreună au avut o fiică, Jenny, care locuiește în prezent în Toronto (Canada).
În timpul ocupației sovietice a Crimeei în 1942-1944, Nuriye Cetere a rămas la Simferopol. În mai 1944, a fost deportată în localitatea Novaia Lealea⁠(d) din regiunea Sverdlovsk. La începutul anului 1947, soțul ei a reușit să convingă autoritățile să le permită lui Nuriye și fiicei sale să se mute la el, în Mahacikala, dar cuplul divorțat trei luni mai târziu. Ulterior, pentru a evita o a doua deportare, Nuriye s-a mutat la rudele ei, deportate în Namangan, Uzbekistan, unde a lucrat ca asistent de regizor la teatrul pentru copii.
A decedat la 15 aprilie 1991. A fost înmormântată în Tașkent.